# Пляжна боротьба

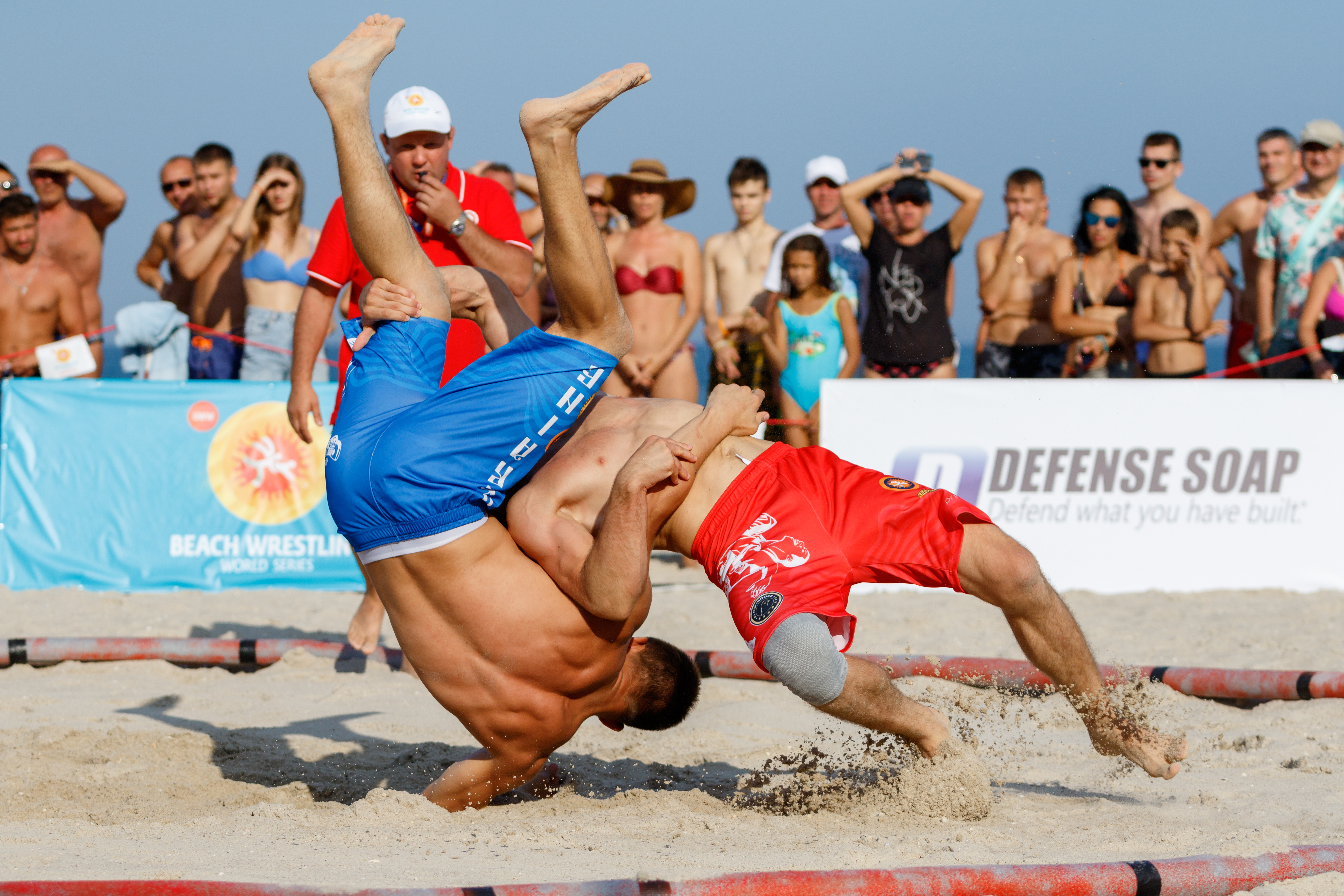
Технічна дія Василя Михайлова (праворуч) під час сутички з Кирилом Жалобою на етапі Світової серії з пляжної боротьби в Одесі у 2019 році

Пляжна боротьба — (англ. beach + wrestling — «пляж + боротьба») — це неолімпійський вид спорту, спортивне єдиноборство, вид боротьби, в якому спортсмени, чоловіки та жінки, змагаються всередині зони змагань (кола для пляжної боротьби) діаметром 7 м протягом 3 хвилин (тривалість сутички для всіх вікових категорій: U17 (кадети), U20 (юніори), дорослі, ветерани). Поєдинок ведеться до 3 балів. Пляжна боротьба практикується лише в положенні стоячи. Використання ніг допускається в усіх діях.
З 2006 року пляжну боротьбу представляє та координує Міжнародна організація «Об'єднаний світ боротьби».
Пляжну боротьбу в Україні розвиває Всеукраїнська Федерація пляжної боротьби.

## Учасники змагань

### Вікові групи

#### Заміжнародними правилами з пляжної боротьби
|              | Вікові обмеження     |
| ------------ | -------------------- |
| U17 (кадети) | 16-17 років*         |
| U20 (юніори) | 18-20 років**        |
| Дорослі      | 20 років і старші*** |

З 15 років за наявності медичного свідоцтва та батьківського дозволу*
З 17 років за наявності медичного свідоцтва та батьківського дозволу**
З 18 років за наявності медичного свідоцтва***

#### Занаціональними правилами з пляжної боротьби(Україна)
|               | Вікові обмеження            |
| ------------- | --------------------------- |
| Діти          | від 10 до 11 років*         |
| Молодші юнаки | від 12 до 13 років**        |
| Юнаки         | від 14 до 15 років***       |
| Кадети        | від 16 до 17 років****      |
| Юніори        | від 18 до 20 років*****     |
| Дорослі       | від 20 років і старші****** |

Від 9 років за наявності медичного допуску та батьківського дозволу*
Від 11 років за наявності медичного допуску та батьківського дозволу**
Від 13 років за наявності медичного допуску та батьківського дозволу***
Від 15 років за наявності медичного допуску та батьківського дозволу****
Від 17 років за наявності медичного допуску та батьківського дозволу*****
Від 18 років за наявності медичного допуску******

### Вагові категорії

#### Заміжнародними правилами з пляжної боротьби
| Вікова група | Чоловіки                    | Жінки                       |
| ------------ | --------------------------- | --------------------------- |
| U17 (кадети) | 50 кг, 60 кг, 70 кг, 80 кг  | 40 кг, 50 кг, 60 кг, 70 кг  |
| U20 (юніори) | 70 кг, 80 кг, 90 кг, 90+ кг | 50 кг, 60 кг, 70 кг, 70+ кг |
| Дорослі      | 70 кг, 80 кг, 90 кг, 90+ кг | 50 кг, 60 кг, 70 кг, 70+ кг |

#### Занаціональними правилами з пляжної боротьби(Україна)
| Вікова група  | Чоловіки                                                       | Жінки                                                   |
| ------------- | -------------------------------------------------------------- | ------------------------------------------------------- |
| Діти          | 25 кг, 28 кг, 32 кг, 36 кг, 40 кг, 45 кг, 50 кг, 50+ кг        | 25 кг, 28 кг, 32 кг, 36 кг, 40 кг, 45 кг, 50 кг, 50+ кг |
| Молодші юнаки | 30 кг, 35 кг, 40 кг, 45 кг, 50 кг, 55 кг, 60 кг, 60+ кг        | 30 кг, 35 кг, 40 кг, 45 кг, 50 кг, 50+ кг               |
| Юнаки         | 35 кг, 40 кг, 45 кг, 50 кг, 55 кг, 60 кг, 65 кг, 70 кг, 70+ кг | 30 кг, 35 кг, 40 кг, 45 кг, 50 кг, 50+ кг               |
| Кадети        | 45 кг, 50 кг, 55 кг, 60 кг, 65 кг, 70 кг, 80 кг                | 40 кг, 45 кг, 50 кг, 60 кг, 70 кг                       |
| Юніори        | 60 кг, 65 кг, 70 кг, 75 кг, 80 кг, 90 кг, 90+ кг               | 50 кг, 55 кг, 60 кг, 70 кг, 70+ кг                      |
| Дорослі       | 60 кг, 65 кг, 70 кг, 75 кг, 80 кг, 85 кг, 90 кг, 90+ кг        | 50 кг, 55 кг, 60 кг, 65 кг, 70 кг, 70+ кг               |

## Правила проведення сутички

### Рефері
Рефері несе відповідальність за впорядковане проведення сутички згідно з міжнародними правилами з пляжної боротьби та національними правилами з пляжної боротьби. Він зобов'язаний забезпечувати взаємну повагу учасників змагань і вимагати виконання наказів і вказівок, проводити сутичку, не допускаючи будь-яких порушень і зовнішніх втручань. Після виконання дії, він зобов'язаний дати позначення, піднявши руку відповідно до кольору борця, який набрав бал (бали).
Рішення рефері незаперечні, але у разі сумнівів він може звернутися до технічного секретаря. У разі неможливості досягти згоди, рішення головного судді є остаточним.

### Умови визначення переможця

#### Присудження оцінок за технічні дії
Сутичка складається з 1 періоду в 2 хвилини для дітей, юнаків та молодших юнаків (згідно з національними правилами з пляжної боротьби (Україна) та в 3 хвилини для U17 (кадетів), U20 (юніорів) та дорослих (згідно з міжнародними правилами з пляжної боротьби).
Сутичка закінчується достроково у разі чистої перемоги одного із учасників, дискваліфікації одного або двох учасників за порушення правил змагань або травми учасника.
Присудження оцінок за технічні дії (технічні бали):
- 1 бал надається за те, що:
  - вдалося довести будь-яку частину тіла, крім рук, суперника до піску;
  - вдалося вивести частину тіла суперника із зони змагань;
  - суперник отримав попередження за протиправну дію.

Тільки атакуючий може поставити одне коліно на пісок під час виконання дії, якщо ця дія приведе до того, що суперник буде доведений до піску.
- 3 бали надається за те, що:
  - вдалося покласти суперника на пісок на спину (на лопатки) під час кидку або тейкдауну.

Перший спортсмен, який набере 3 бали, виграє сутичку. Якщо в кінці періоду сутички учасники набрали рівну кількість балів, для визначення переможця можуть бути використані критерії:
- останній здобутий бал;
- вага спортсменів (вага на процедурі зважування має бути звірена з

протоколом зважування, найлегший оголошується переможцем);
- найменший номер, витягнутий під час проведення процедури

жеребкування.

#### Результати поєдинку та види перемоги (класифікаційні бали)
| Абревіатура назви перемоги | Пояснення                                                                                     | Класифікаційні бали                     |
| -------------------------- | --------------------------------------------------------------------------------------------- | --------------------------------------- |
| VFA                        | перемога 3-х бальним кидком або тейкдауном, якщо у переможеного немає балів                   | 4 бали переможцю — 0 балів переможеному |
| VFA1                       | перемога 3-х бальним кидком або тейкдауном, якщо у переможеного є бали                        | 4 бали переможцю — 1 балів переможеному |
| VSU                        | перемога із 3-ма балами без 3-х бального кидка або тейкдауна, якщо у переможеного немає балів | 2 бали переможцю — 0 балів переможеному |
| VSU1                       | перемога з 3-ма балами без 3-х бального кидка або тейкдауна, якщо у переможеного є бали       | 2 бали переможцю — 1 балів переможеному |
| VPO                        | перемога з менш ніж 3-ма балами                                                               | 1 бал переможцю — 0 балів переможеному  |
| VFO                        | перемога у зв'язку з неявкою суперника                                                        | 2 бали переможцю — 0 балів переможеному |
| DSQ                        | перемога у зв'язку з дискваліфікацією суперника                                               | 4 бали переможцю — 0 балів переможеному |
| 2DSQ                       | дискваліфікація обох борців                                                                   | 0 балів обом борцям                     |
| VIN                        | перемога у зв'язку з травмою суперника                                                        | 1 бал переможцю — 0 балів переможеному  |
| VCA                        | перемога у зв'язку з 3-ма попередженнями у суперника                                          | 2 бали переможцю — 0 балів переможеному |

## Всеукраїнська Федерація пляжної боротьби

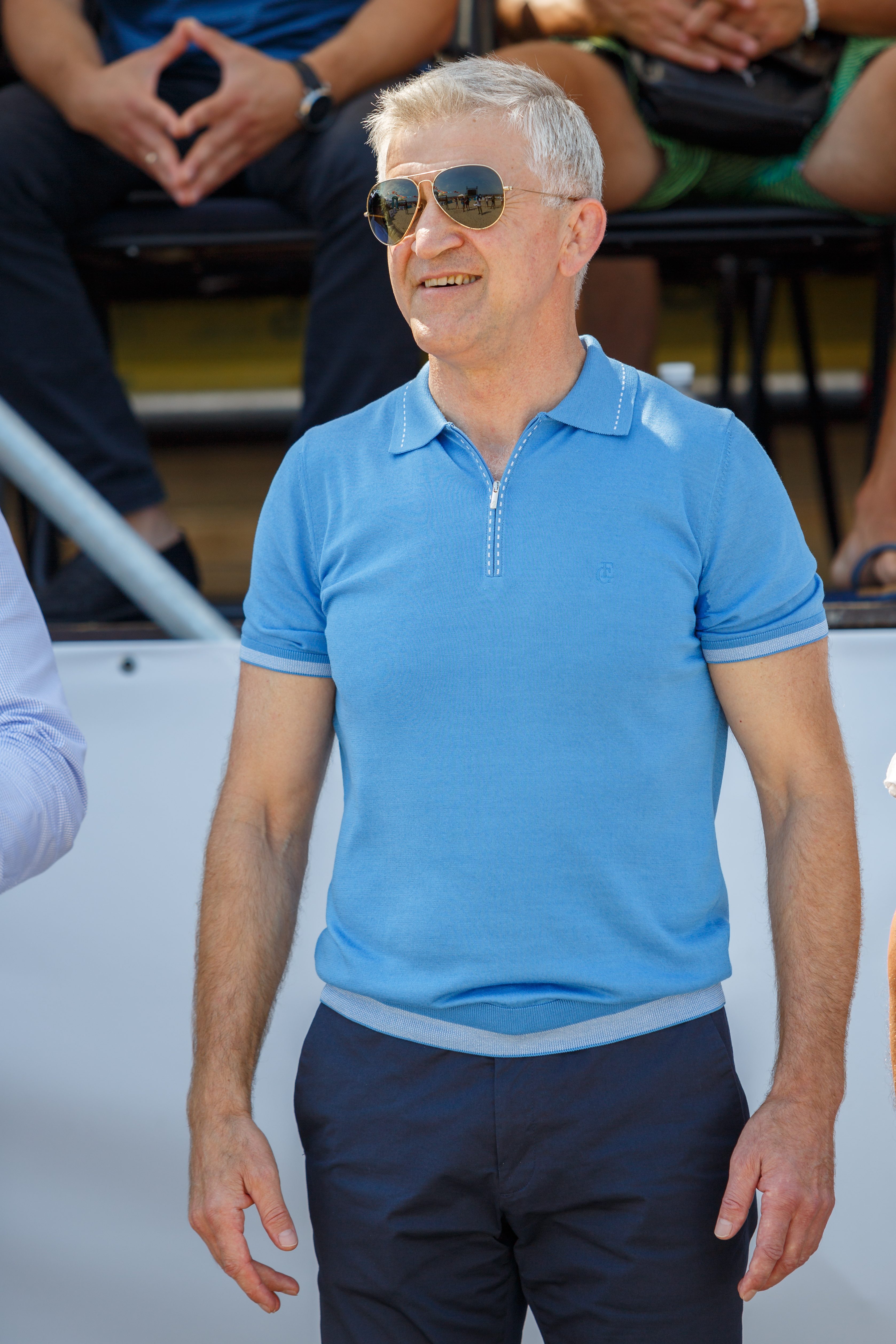
Магомед Магдієв — президент Всеукраїнської Федерації пляжної боротьби на офіційній церемонії відкриття етапу Світової серії з пляжної боротьби в Одесі у 2019 році

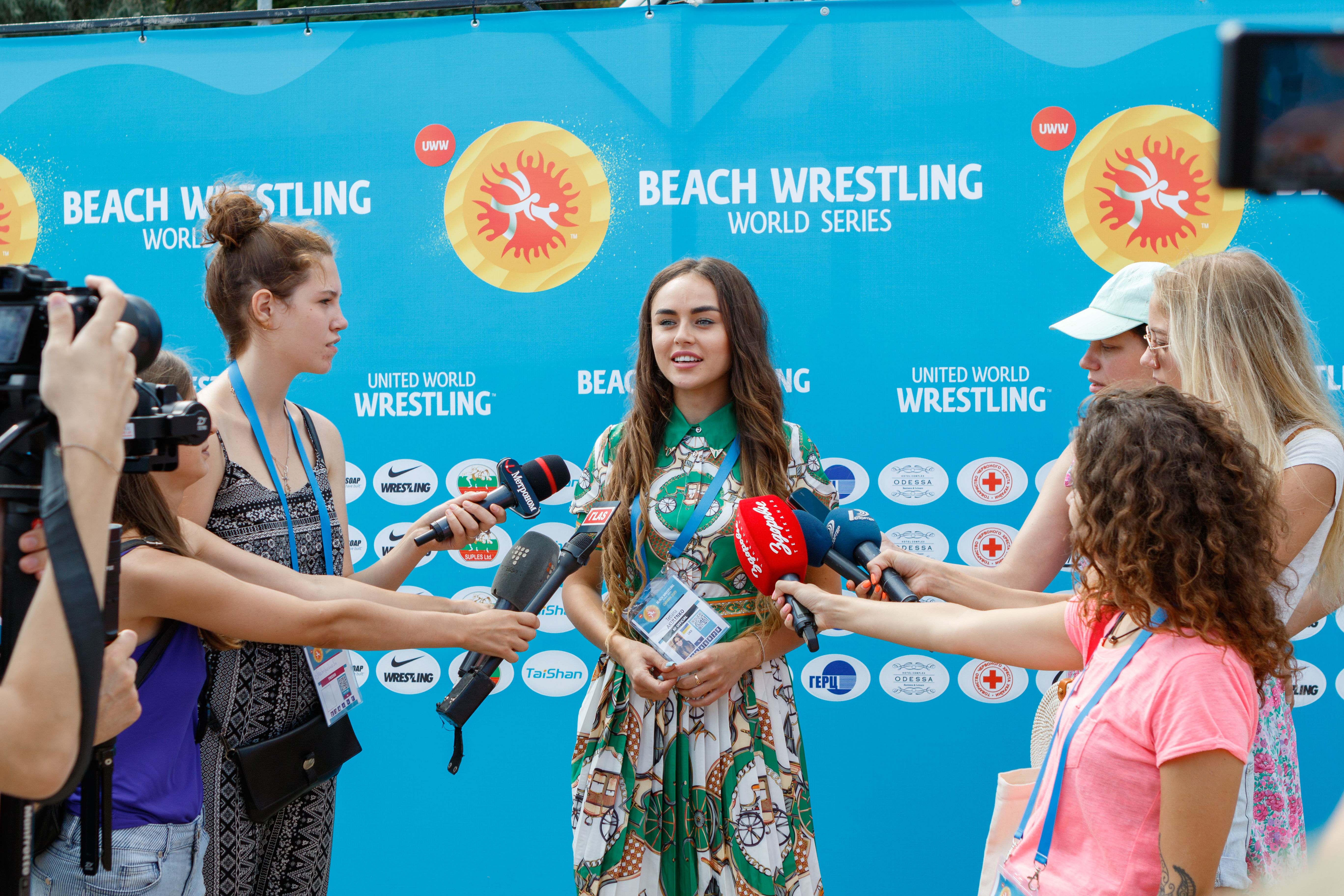
Тетяна Акуленко — віцепрезидент Всеукраїнська Федерація пляжної боротьби відповідає на запитання представників ЗМІ

Всеукраїнська Федерація пляжної боротьби — це добровільне неприбуткове всеукраїнське об'єднання фізкультурно-спортивної спрямованості, основною метою якої є розвиток, популяризація, забезпечення та сприяння зростанню рівня та масовості пляжної боротьби в Україні.

### Керівники Федерації
Президент — Магдієв Магомед Газімагомедович
Генеральний секретар — Тукмачова Анастасія Володимирівна
Віцепрезиденти:
- Акуленко Тетяна Михайлівна
- Мандрік Олександр Петрович
- Мусаєлян Лернік Борикович

## Видатні українські спортсмени пляжної боротьби
- Семен Радулов — дворазовий чемпіон світу з пляжної боротьби (2017, 2019 рік);
- Василь Михайлов — срібний призер Всесвітніх пляжних ігор 2019, чемпіон світу з пляжної боротьби (2021 рік);
- Аліна Бережна — срібна призерка Всесвітніх пляжних ігор 2019, чемпіонка світу з пляжної боротьби (2021 рік);
- Ірина Пасічник — бронзова призерка Всесвітніх пляжних ігор 2019, віце-чемпіонка світу з пляжної боротьби (2021 рік).